# Le Redoutable Homme des neiges
Pour plus de détails, voir Fiche technique et Distribution.
Le Redoutable Homme des neiges (The Abominable Snowman) est un film d'horreur de fantasy britannique réalisé par Val Guest, sorti en 1957. Il s’agit de l’adaptation du scénario du téléfilm The Creature de Nigel Kneale (1955).

## Synopsis
Milieu des années 1950. Le botaniste anglais Rollason (Peter Cushing), sa femme Helen et son assistant sont les hôtes d'un monastère au Tibet. Une expédition américaine débarque bientôt dans le but de découvrir le légendaire Yéti en grimpant dans les hauteurs Himalayennes. Rollason décide de se joindre à eux dans un but scientifique, malgré les avertissements du lama.
Le groupe atteint bientôt les Haut-Plateaux et le botaniste naïf apprend alors que les américains veulent abattre la créature dans un but strictement commercial. Mais rien ne se passe comme prévu et accidents et morts se multiplient dues au manque d'oxygène, aux avalanches et aux créatures des neiges qui rôdent dans les montagnes…

## Fiche technique
Sauf indication contraire, les informations mentionnées dans cette section peuvent être confirmées par la base de données cinématographiques IMDb,  présente dans la section « Liens externes ».
- Titre original : The Abominable Snowman
- Titre français : Le Redoutable Homme des neiges
- Réalisation : Val Guest
- Scénario : Nigel Kneale, d'après son scénario du téléfilm The Creature (1955)
- Direction artistique : Bernard Robinson
- Décors : Edward Marshall
- Costumes : Beatrice Dawson et Molly Arbuthnot
- Photographie : Arthur Grant
- Montage : Bill Lenny
- Musique : Humphrey Searle
- Production : Aubrey Baring ; Michael Carreras et Anthony Nelson Keys (coproducteurs)
- Sociétés de production : Hammer Film Productions ; Clarion Films (coproduction)
- Sociétés de distribution : Exclusive Films (avant-première) ; Warner Bros. (sortie nationale)
- Pays d'origine :  Royaume-Uni
- Langue originale : anglais
- Format : noir et blanc - 2,35:1 -  mono (RCA Sound Recording)
- Genre : horreur de fantasy
- Durée : 91 minutes
- Dates de sortie :
  - Royaume-Uni : 10 août 1957 (avant-première à Birmingham) ; 26 août 1957 (sortie nationale)

## Distribution
- Forrest Tucker  (V.F : Pierre Morin) : Dr Tom Friend
- Peter Cushing  (V.F : André Valmy) : Dr John Rollason
- Maureen Connell (V.F : Nicole Vervil) : Helen Rollason
- Richard Wattis (V.F : Jean-Louis Jemma) : Peter Fox
- Robert Brown  (V.F : Fernand Rauzena) : Ed Shelley
- Michael Brill  (V.F : Serge Lhorca) : Andrew McNee
- Wolfe Morris : Kusang
- Arnold Marlé (V.F : Claude Péran) : Lhama
- Anthony Chinn : Major-domo
- Fred Johnson : le yéti (non crédité)

## DVD (France)
Le film est sorti sur le support DVD dans la collection Les Trésors de la Hammer :
- Le Redoutable homme des neiges (DVD-9 Keep Case) sorti le 5 octobre 2005 édité par Metropolitan Vidéo et distribué par Seven7. Le ratio écran est en 2.35:1 cinémascope 16:9. L'audio est en Français et Anglais 2.0 mono Dolby Digital avec présence de sous-titres français. En suppléments un documentaire Les archives de la Hammer : historique du studio Hammer (25' sous-titré en français) ainsi que la bande annonce d'époque. Il s'agit d'une édition Zone 2 Pal[1].